# دراجة نارية صغيرة

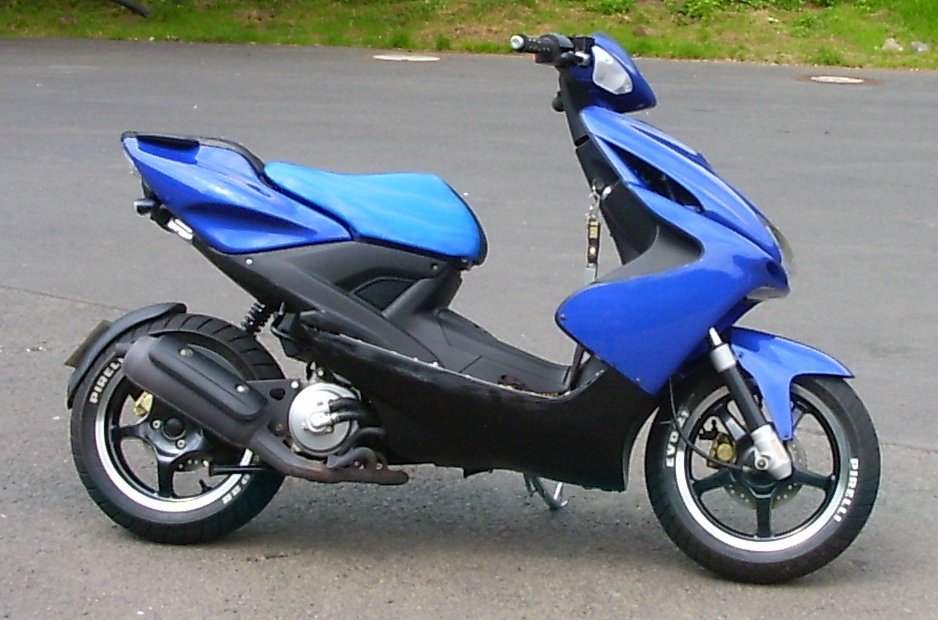
سكوتر 49.9 سم مكعب حالي

الدراجة النارية الصغيرة هي فئة تنظيمية للمركبات الصغيرة المزودة بمحرك بعجلتين أو ثلاث عجلات. معظم البلدان لديها تشريعات مماثلة واسم محدد.